# KK Neptūnas Klaipėda
El KK Neptūnas (lituà: Krepšinio Klubas Neptūnas) és un club de bàsquet de la ciutat de Klaipėda, a Lituània.